# Linfocita B della zona marginale
I linfociti B della zona marginale sono una delle 3 principali sottopopolazioni di linfociti B; si trovano nella zona marginale della milza e nel tessuto linfoide extranodale, dunque nel MALT.
Queste cellule rispondono rapidamente, in modo T-indipendente, agli antigeni presenti in circolo, producendo anticorpi di tipo IgM caratterizzati da una limitata diversificazione antigenica.